# البيت المسكون (مسرحية)
مسرحية البيت المسكون تدور أحداث المسرحية حول عائلة أبو عبيد وزوجته الجديدة وأبنائه عبيد وسبيكة حيث يسكنون في بيت تكثر عنه الروايات بأنه مسكون.
وتعتبر هذه المسرحية انجح مسرحية مرعبة كوميدية من الناحية الجماهيرية وهي ثاني تجربة لهذا النوع من الكوميديا يقدمها عبد العزيز المسلم المعروف بأنه المؤسس لمسرح الرعب في الكويت والخليج والعالم العربي